# Bahnhof Zwingenberg (Bergstr)
Der Bahnhof Zwingenberg (Bergstr) besitzt ein unter Denkmalschutz stehendes Empfangsgebäude. Das Kulturdenkmal steht in Zwingenberg an der Bergstraße. Die Adresse des Bahnhofs lautet Bahnhofstraße 25.

## Geschichte
1845/46 wurde der Bahnhof für die Main-Neckar-Eisenbahn-Gesellschaft an der Bahnstrecke Frankfurt am Main–Heidelberg gebaut. Der Entwurf zum Empfangsgebäude soll von dem Darmstädter Stadtbaumeister Georg Moller stammen. Während der Personenverkehr hier 1846 aufgenommen wurde, dauerte es bis 1858, bevor hier auch Güterverkehr möglich war.
Zum 22. Mai 1932 – zum Beginn des Sommerfahrplans – wurde der Bahnhof von Zwingenberg (Hess) in Zwingenberg (Bergstr) umbenannt.
2008 verkaufte die Deutsche Bahn AG das Bahnhofsgebäude an einen Investor.
Der derzeitige Eigentümer plant eine Sanierung des Gebäudes.
Im Rahmen des Programmes „Lärmsanierung an bestehenden Schienenwegen des Bundes“ sowie der 2. Ausbaustufe der S-Bahn RheinNeckar wurden im Bahnhof Zwingenberg 2015/2016 die beiden Seitenbahnsteige barrierefrei ausgebaut und mit Fahrstühlen nachgerüstet und drei Schallschutzwände mit einer Gesamtlänge von 1671 Metern errichtet.

## Gegenwart

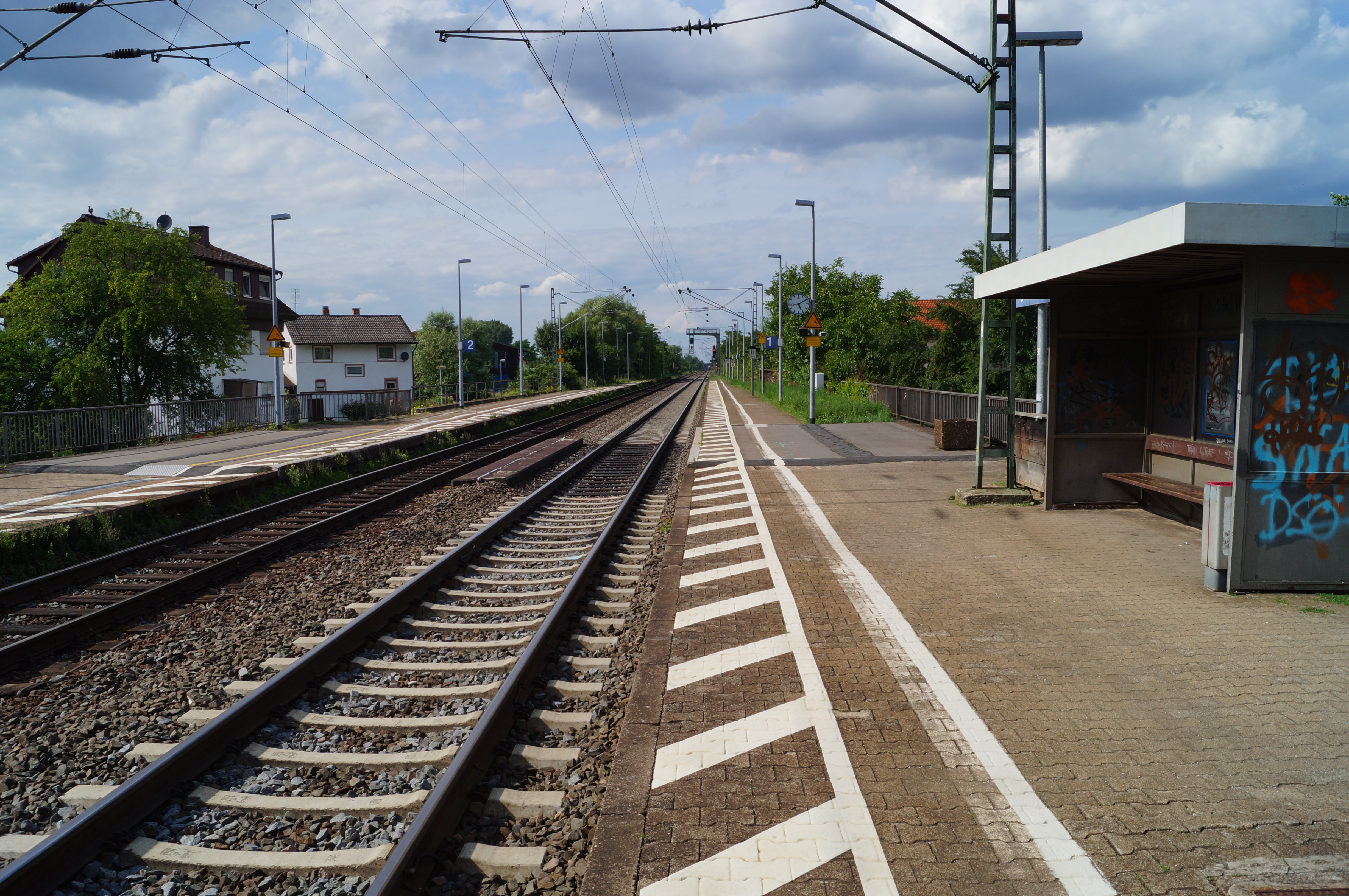
Die Bahnsteige des Bahnhofs (2012, vor Umbau)

Der Bahnhof Zwingenberg ist ein Bahnhof der Preisklasse 6. Er hat die Bahnhofsnummer 7075.

## Bahnverbindungen

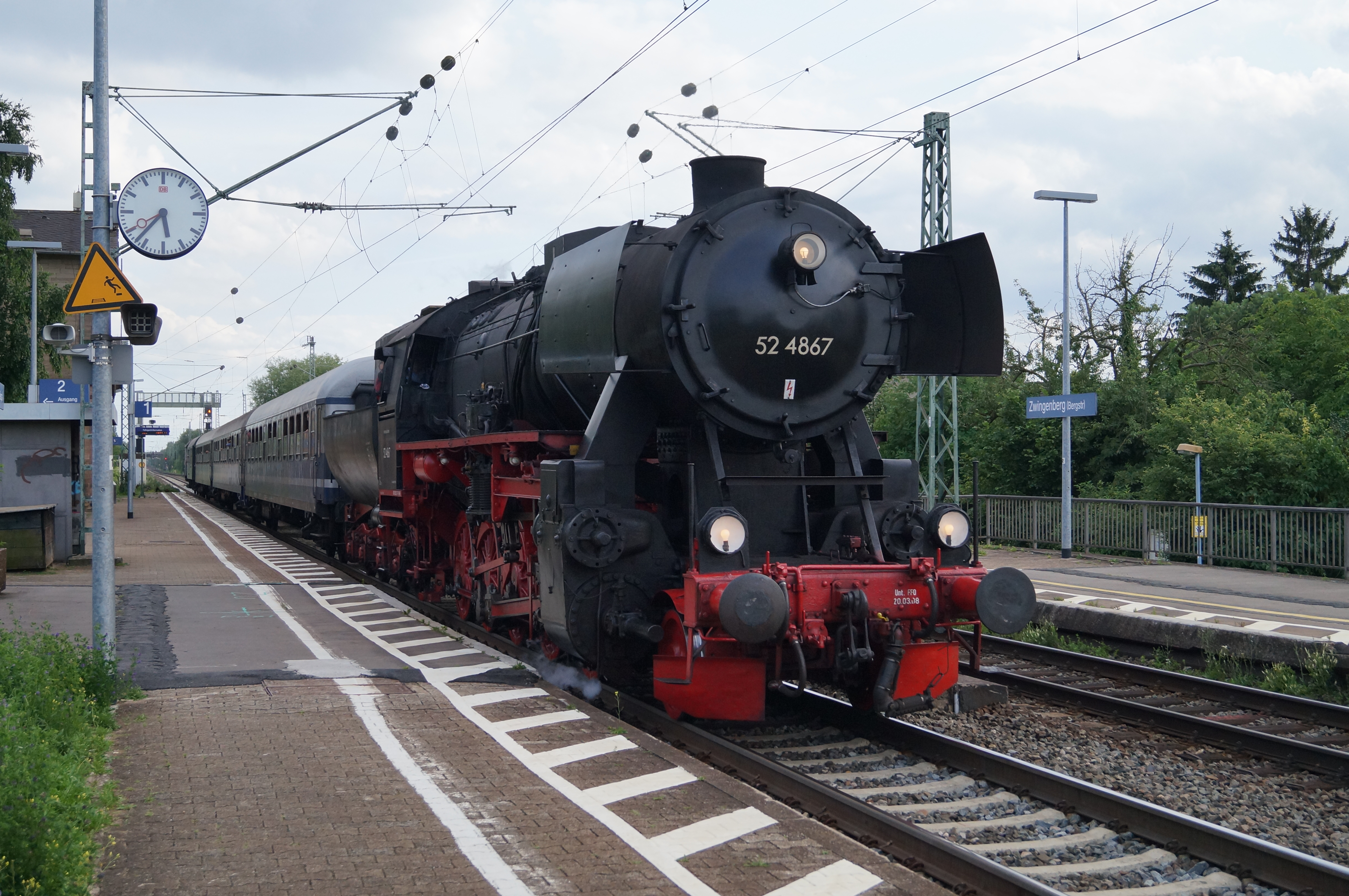
Sonderzug mit Kriegslokomotive der Baureihe 52 in Richtung Frankfurt am Main

### Regionalverbindungen
Der RE 60 verkehrt zweistündlich zwischen Frankfurt und Mannheim, mit Halt in Zwingenberg.
In Zwingenberg halten die vereinigten Züge der Linien RB 67 / RB 68 stündlich, welche zwischen Frankfurt (Main) Hauptbahnhof und Mannheim bzw. Heidelberg verkehren. Die RB 68 wird im Berufsverkehr montags bis freitags bis nach Wiesloch-Walldorf verlängert. Außerdem besitzt die RB 67 in der Hauptverkehrszeit einzelne Verstärkerleistungen zwischen Frankfurt und Mannheim.
| Linie | Verlauf | Takt       |
| ----- | --- | ---------- |
| RE 60 | Main-Neckar-Bahn: Frankfurt (Main) Hbf – Langen (Hess) – Darmstadt Hbf – Bickenbach (Bergstr) – Zwingenberg (Bergstr) – Bensheim – Heppenheim (Bergstr) – Hemsbach – Weinheim Hbf – Ladenburg – Neu-Edingen/Friedrichsfeld – Mannheim Hbf Stand: Fahrplanwechsel Dezember 2021 | 60/120 min |
| RB 67 | Main-Neckar-Bahn: Frankfurt (Main) Hbf – Langen (Hess) – Darmstadt Hbf – Darmstadt Süd – Darmstadt-Eberstadt – Bickenbach (Bergstr) – Hähnlein-Alsbach – Zwingenberg (Bergstr) – Bensheim-Auerbach – Bensheim – Heppenheim (Bergstr) – Laudenbach (Bergstr) – Hemsbach – Weinheim (Bergstr) Hbf – Weinheim-Lützelsachsen – Heddesheim/Hirschberg – Ladenburg – Neu-Edingen/Friedrichsfeld – (Mannheim-Seckenheim – Mannheim ARENA/Maimarkt – Mannheim Hbf) (einzelne Züge in Tagesrandlage) / Schwetzingen (– Hockenheim) (HVZ) Flügelung in Neu-Edingen/Friedrichsfeld. Zugteil nach Heidelberg als RB 68. Stand: Fahrplanwechsel Dezember 2021                     | 60 min     |
| RB 68 | Main-Neckar-Bahn: Frankfurt (Main) Hbf – Langen (Hess) – Darmstadt Hbf – Darmstadt Süd – Darmstadt-Eberstadt – Bickenbach (Bergstr) – Hähnlein-Alsbach – Zwingenberg (Bergstr) – Bensheim-Auerbach – Bensheim – Heppenheim (Bergstr) – Laudenbach (Bergstr) – Hemsbach – Weinheim (Bergstr) Hbf – Weinheim-Lützelsachsen – Heddesheim/Hirschberg – Ladenburg – Neu-Edingen/Friedrichsfeld – Heidelberg-Pfaffengrund/Wieblingen – Heidelberg Hbf (– Heidelberg-Kirchheim/Rohrbach – St Ilgen-Sandhausen – Wiesloch-Walldorf) (wochentags) Flügelung in Neu-Edingen/Friedrichsfeld. Zugteil nach Schwetzingen/Mannheim als RB 67. Stand: Fahrplanwechsel Dezember 2021 | 60 min     |

## Aufbau
Die Pläne zu dem 1845/46 errichteten Bahnhof stammen vermutlich von dem Darmstädter Hofbaudirektor Georg Moller. Ursprünglich wurde der Bahnhof als zweigeschossiger Bau mit Dachreiter errichtet. Jahre später wurde er dann um eineinhalb Geschosse aufgestockt. Ebenso wurden zwei kleinere Gebäude angebaut. Das in gelbem Sandstein errichtete Hauptgebäude hat drei Stockwerke. Die Stockwerke sind durch roten Sandstein untergliedert. Die Fenster sind in rotem Sandstein gefasst. Nördlich des Gebäudes liegt der umfriedete Garten des ehemaligen Stationsvorstehers.